# Ahmed Hegazy
Ahmed Elsayed Ali Elsayed Hegazy (àrab egipci: أحمد حجازي, Aḥmad Ḥigāzī; Ismaïlia, 25 de gener de 1991), és un jugador de futbol professional egipci, que actualment juga com defensa al West Bromwich Albion i a la selecció egípcia.

## Palmarès
Al Ahly
- Lliga egípcia (2): 2015–16, 2016–17
- Supercopa egípcia (1): 2015

Egipte
- Medalla de bronze a la Copa d'Àfrica sub-20: 2011[2][3]
- Copa d'Àfrica (finalista): 2017[4]

Individual
- Millor equip del torneig de la Copa d'Àfrica: 2017[5]